# Castelo de Carrigaholt
O Castelo de Carrigaholt (em língua inglesa Carrigaholt Castle) é um castelo atualmente em ruínas classificado como Monumento Nacional, localizado em Carrigaholt, Clare, República da Irlanda. 